# Corporación Financiera Africana
La Corporación Financiera Africana (AFC por sus siglas en inglés) es una institución financiera panafricana de desarrollo fundada en 2007 por países africanos para proporcionar soluciones al déficit de infraestructuras de África. La AFC busca paliar el déficit de inversión en infraestructura proporcionando financiación a través de deuda y acciones, desarrollo de proyectos y asesoría técnica y financiera.
La AFC actúa en toda África, centrándose en 5 sectores clave: energía, transporte y logística, recursos naturales, telecomunicaciones e industrias pesadas.
Los accionistas de la AFC son mayoritariamente (55,3 %) inversores privados, el grueso de los cuales son instituciones financieras africanas. El restante 44,7 %   lo posee el Banco Central de Nigeria. Además de los inversores privados que poseen acciones, la AFC permite a los países africanos (a través de sus bancos centrales respectivos, fondos soberanos, fondos de pensiones estatales o instituciones similares) ser tanto accionistas como miembros de la corporación. En abril de 2020, la AFC tenía 26 países miembros: Nigeria (país anfitrión), Benín, Cabo Verde, Chad, Costa de Marfil,  Eritrea, Gabón, Gambia, Ghana, Guinea, Guinea Bissau, Kenia, Liberia, Madagascar, Malaui, Mauricio, Mauritania, Namibia, Ruanda, Senegal, Sierra Leona, Togo, Uganda, Yibuti, Zambia y Zimbabue. Además son miembros 2 instituciones: la Corporación Africana de Reaseguros y el Grupo Banco Africano de Desarrollo.
Hasta abril de 2020 la AFC ha invertido más de 6,6 millardos de dólares estadounidenses ($) en proyectos de infraestructura en 28 países africanos.

## Historia

### Primeros proyectos
La AFC fue lanzada en diciembre de 2007 por Chukwuma Soludo, entonces gobernador del Banco Central de Nigeria (CBN por sus siglas en inglés), con 2 millardos de $ de capital accionarial autorizado.
En junio de 2009 la AFC acordó con un consorcio de inversores la financiación accionarial del Main One Cable System, un cable de fibra óptica de 240 millones de $ (M$) que conecta África Occidental con Europa.
En julio de 2009 Reuters informó de que la AFC había invertido 180 M$ en proyectos de gas, petróleo, telecomunicaciones, transporte y aerolíneas –principalmente en Nigeria.
En septiembre de 2011, la AFC se asoció con el Banco Africano de Importación y Exportación (Afreximbank) y el Banco Internacional para el África occidental-Costa de Marfil (BIAO-CI) en un instrumento de 320 M$ para financiar la importaciónn, procesado y refinado de crudo por la Sociedad Marfileña de Refino (SIR por sus siglas en francés).

### Generación eléctrica
En junio de 2013 la AFC anunció su apoyo a la privatización del sector energético nigeriano, para lo que proporcionó un instrumento de financiación con deuda de 215 M$ para la adquisición de Ughelli Power plc por Transcorp.
El mes anterior se había asociado con Vigeo (empresa cuya sede se encuentra en la capital de Nigeria, Lagos) y la india Tata Power en un consorcio que ofreció exitosamente 129 M$ por Benin Distribution Company. En agosto de 2013 la AFC concedió un préstamo de 170 M$ a la compañía nigeriana Mainstream Energy Solutions Limited (MESL) para su exitosa oferta por la central hidroeléctrica de Kainji (1 338 megavatios, MW) en uno de los 36 estados en que se divide Nigeria, llamado Níger, como el río y como el país con el que Nigeria limita al norte.
A la vez la AFC fue invitada a ser un socio del sector privado en la iniciativa estadounidense Impulsa África (Power Africa), de 7 millardos de $, financiada por USAID, iniciativa anunciada por el entonces presidente de EE. UU. Barack Obama en Ciudad del Cabo. La AFC ha invertido desde entonces 250 M$ y apalancado un millardo de $ adicional para inversiones en los sectores energéticos de Ghana, Kenia y Nigeria.
En diciembre de 2014 la AFC tomó una participación del 23,2 % en el desarrollador energético mozambiqueño Ncondezi Energy.
También en diciembre de 2014 la AFC se convirtió en el mayor inversor y el desarrollador líder del proyecto energético independiente Kpone (Kpone IPP), de 900 M$, en Ghana, que comprende una turbina de gas de 350 MW, una subestación eléctrica y almacenamiento de combustible.
En julio de 2015 la AFC firmó un acuerdo de desarrollo conjunto con la compañía marfileña de proyectos Ivoire Hydro Energy, SA (IHE) para construir una central hidroeléctrica de 44 MW en Singrobo, Costa de Marfil.
En junio de 2016 la AFC y el inversor institucional Harith General Partners fusionaron sus activos energéticos para formar una nueva entidad que combina instalaciones africanas de generación eléctrica renovables y no renovables.

## Financiación
La AFC firmó su primer préstamo –un acuerdo bilateral de 50 M$ con el Standard Bank– en julio de 2011.
El año siguiente el Banco Africano de Desarrollo (BAfD) aprobó una línea de crédito de 200 M$ para la AFC con el mandato de catalizar inversiones y paliar la falta de infraestructuras en África.
En octubre de 2013 la AFC lanzó su primer préstamo sindicado –un acuerdo de 250 M$ con Citibank, Rand Merchant Bank, Standard Bank y Standard Chartered Bank– para financiar proyectos de comercio.
En junio de 2016 la AFC pidió prestados a KfW 150 M$ a 15 años para prestarlos a su vez a los sectores de energía, telecomunicaciones, transporte e industria pesada.

## Proyectos

### Energía
- Cen Power Kpone IPP en Ghana[26]
- Parque eólico Cabeolica en Cabo Verde[27]
- Productor independiente de energía (IPP por sus siglas en inglés) de 450 MW en Benín
- IPP de 350 MW en Ghana
- IPP de 300 MW en Mozambique
- Asesor técnico del Banco Central de Nigeria en su Fondo de Intervención en Energía y Aviación (PAIF por sus siglas en inglés) de 2 millardos de $[28]
- Fusión AFC/Harith
- Central hidroeléctrica de Singrobo[29]
- Kenya Power & Lighting Company

### Transporte y logística
- Puente Henri Konan Bedie en Costa de Marfil[30]
- Expansión de Ethiopian Airlines[31]
- Carretera de peaje Bakwena en Sudáfrica
- Ghana Airport Company
- Puerto de Abiyán[32]
- Asesor financiero de la Autoridad Inversora de Nigeria (NSIA por sus siglas en inglés) en el segundo puente sobre el río Níger[33]
- Zona económica especial de Olam en Gabón (GSEZ por sus siglas en inglés)[34]

### Industrias pesadas
- ARM Cement (Anteriormente Athi River Mining Limited)[35]

### Telecomunicaciones
- Main One cable system[36]
- Adquisición de SAIF, Sudáfrica

### Recursos naturales
- Seven Energy[37]
- Megadrill Services Limited[38]
- Société Nationale des Pétroles du Congo, República de Congo
- Bonny Gas Transport[39]
- Glencore/Société des Hydrocarbures du Tchad[40]
- Vivo Energy
- Shalina Resources Limited
- New Age (African Global Energy)[41]
- Alufer Mining Limited[42]
- Carbon Holdings Limited[43]
- Proyecto marino Aker Energy
- Brahms Oil Refineries Limited
- Eritrean Collui Potash